# Campionato francese di rugby a 15 1951-1952
Il Campionato francese di rugby a 15 1951-52 fu vinto dal FC Lourdes  che sconfisse l'USA Perpignan in finale.

## Formato
- Prima fase con 64 squadre divise in 8 gruppi di 8.
- Seconda fase con 32 squadre divise in 8 gruppi di 4
- Le prime due agli ottavi di finale con i quali inizia l'eliminazione diretta sino alla finale

## Contesto
Nel 1952, la Francia fu nuovamente minacciata di espulsione dal Sei Nazioni poiché accusata di professionismo dalle federazioni britanniche. Per evitare questo la federazione francese promise di abolire il campionato e fornire una lista di giocatori colpevoli di professionismo come Jean Dauger, Robert Soro e Maurice Siman. 
L'esclusione del torneo venne evitata e il campionato 1952-53 venne mantenuto solo grazie alla pressione esercitata dalla maggioranza dei club francesi,. 
La FFR decise di alleggerire la tensione eliminando la Coppa di Francia
Per la prima ed unica volta le squadre eliminate nella prima fase, disputarono un torneo di consolazione, la Coppa Cyril-Rutherford .
Il Torneo delle Cinque Nazioni 1952 fu vinto dal Galles, la Francia terminò quarta. 
Il rinato Challenge Yves du Manoir fu vinto dalla Section paloise.

## Seconda fase di qualificazione
In grassetto le qualificate agli ottavi di finale
| - Stade montois - Aviron bayonnais - CA Bègles - US Dax                 | - FC Lourdes - Castres olympique - AS Soustons - US Montauban | - USA Perpignan - AS Montferrand - FC Grenoble - Roanne         |
| - Stade toulousain - Biarritz olympique - SC Graulhet - Section paloise | - RC Narbonne - SC Albi - AS Béziers - CO Il Creusot          | - Cognac - Paris université club - SU Agen - Stadoceste tarbais |
| - CA Périgueux - SC Mazamet - Niort - Stade rochelais                   | - RC Vichy - US Romans - CS Vienne - RC Toulon                |                                                                 |

## Ottavi di finale
(In grassetto il qualificate ai quarti)
- FC Lourdes  - Paris université club 11-3
- RC Vichy  - AS Béziers 14-12
- Stade montois - Stade toulousain 5-0
- Castres olympique - RC Narbonne 3-0
- USA Perpignan - CA Bègles 12-5
- CA Périgueux - AS Montferrand 3-0
- SU Agen - RC Toulon 9-3
- Section paloise  - SC Mazamet 11-3

## Quarti di finale
(In grassetto il qualificate alle semifinali)
- FC Lourdes - RC Vichy   |12-9
- Stade montois - Castres olympique 14-8
- USA Perpignan - CA Périgueux 5-0
- SU Agen - Section paloise 8-0

## Semifinali
- FC Lourdes - Stade montois 10-0
- USA Perpignan - SU Agen 11-8

## Finale
| Arbitro: | Roger Taddei |

| |            | |
| mete: T.Manterola F.Labazuy, J.Crabe M.Prat e J.Estrade trasf.: J.Prat c.p.: J.Prat | Marcatori  | mete: par F.Grau J.Galy trasf.: J.Guasch c.p.: J.Guasch |
| Eugène Buzy Raoul Saurat Daniel Saint-Pastous Louis Guinle Edouard Salsé Jean Prat Jean-Roger Bourdeu Thomas Manterola François Labazuy Antoine Labazuy Jacques Crabe Maurice Prat Roger Martine Jean Estrade Henri Claverie | Formazioni | José Guasch Joseph Conill René Parisé Gérard Roucariès André Sanac François Grau René Cazeilles Elie Delonca Sylvain Menichelli Roger Furcade Gaston Rous Joseph Galy Jacques Bergue Serge Torreilles Noël Brazès |